# 전방위 모니터와 리니어 시트
전방위 모니터와 리니어 시트(일본어: 全天周囲モニター・リニアシート)는 로봇을 조종하는 조종석(콕피트)에 관한 가공의 기술이다. 전방위 모니터와 리니어 시트는 별개의 것이지만 기본적으로 이 두기술이 조합되어 사용된다.

## 같이 보기
- 로봇